# Erdbeben vor Kreta 1303
Das Erdbeben vor Kreta 1303 ereignete sich am 8. August gegen 6 Uhr morgens. Es hatte eine geschätzte Magnitude von ungefähr 8 auf der Richterskala und auf der Mercalliskala wurde die Stufe IX (Verwüstung) erreicht. Das Beben löste einen Tsunami aus, der enorme Schäden verursachte und auf Kreta und in Alexandria viele Menschenleben forderte.

## Geodynamische Zusammenhänge
Das Epizentrum des Bebens dürfte sich im Hellenischen Inselbogen befunden haben, dessen Bogenstruktur auf die Subduktion der Afrikanischen Platte unter die Ägäische Platte zurückzuführen ist. Der Hellenische Inselbogen ist eine der aktivsten Erdbebenzonen im westlichen Eurasien und besitzt eine lange Geschichte schwerer Erdbeben, die auch Ägypten in Mitleidenschaft ziehen können.

## Auswirkungen
Historische Aufzeichnungen beschreiben die verheerenden Auswirkungen des Bebens und des darauffolgenden Tsunamis auf Heraklion in Kreta, das damals Candia hieß und von der Republik Venedig verwaltet wurde. Die Aufzeichnungen stammen vom Tag des Bebens und zwanzig Tage danach. Sie beschreiben das Ausmaß der Zerstörungen an den öffentlichen Bauten Candias und an anderen Bauwerken auf ganz Kreta. Die meisten Opfer waren Frauen und Kinder, Zahlen werden aber nicht genannt. Selbst in Alexandria ereigneten sich noch massive Überschwemmungen. Viele Schiffe sanken und manche wurden bis zu drei Kilometer ins Land gespült. Die Hafenstadt Akkon in der Levante wurde ebenfalls betroffen, auch dort wurden Bauten zerstört und Einwohner starben in der Flutwelle. In Kairo entstanden große Schäden, unter anderem kam an den Pyramiden von Gizeh die weiße Kalksteinummantelung ins Rutschen und Minarette von Moscheen stürzten ein. In Alexandria wurde die Stadtmauer größtenteils zerstört und auch der Leuchtturm wurde schwer beschädigt.

## Charakterisierung

### Erdbeben
Die genaue Lage des Epizentrums ist ungewiss, es wird aber allgemein angenommen, dass der Ostabschnitt des Hellenischen Inselbogens irgendwo zwischen Kreta und Rhodos brach. Als vermutete Koordinaten werden meist 35°00' N und 27°00' E angegeben, d. h. rund 50 Kilometer südlich von Karpathos/Kasos bzw. 70 Kilometer östlich vor der Ostküste Kretas.
Das ausgelöste Beben richtete in einem weit ausgedehnten Areal große Zerstörungen an. Die Zahl der Todesopfer dürfte in die Zehntausende gegangen sein, davon allein geschätzte 4000 auf Kreta. Betroffen wurden neben Kreta die Peloponnes, Rhodos, Kairo, Akkon, Damaskus, Antiochia und Zypern. Selbst im 1000 Kilometer entfernten Konstantinopel und womöglich auch noch im 1500 Kilometer entfernten Tunis konnte das Beben gespürt werden. Die Magnitude des Bebens ist ebenfalls unsicher, dürfte aber sehr wahrscheinlich bei 8,0 gelegen haben.

### Tsunami
Eine Modellrechnung des resultierenden Tsunamis ergibt für Alexandria eine maximal 9 Meter hohe auflaufende Wasserwand. Zwischen dem Eintreffen der ersten Riesenwelle und dem Erdbeben lagen in Ägypten 40 Minuten.